# 후다라쿠산지
후다라쿠산지(일본어: 補陀洛山寺 보타락산사[*]) 또는 후다라쿠산사(-寺), 후다라쿠산 사는 일본 천태종의 사찰로, 와카야마현 히가시무로군 나치카쓰우라정에 있다. "후다라쿠"는 관음정토를 의미하는 보타락(補陀落)의 일본어 발음이다. 2004년 7월, 유네스코가 정한 세계유산 《기이 산지의 영지와 침배길》의 일부로 지정되었다.
1808년에 태풍으로 경내의 주요 시설이 피해를 입었으나, 1990년 무로마치 시대의 양식에 따라 복원했다.

## 같이 보기
- 구마노나치타이샤